# Rio Cornetul
O Rio Cornetul é um rio da Romênia, afluente do Rio Pârâul Beldii, localizado no distrito de Covasna.